# 大叶补血草
大叶补血草（学名：Limonium gmelinii）为白花丹科补血草属下的一个种。

## 扩展阅读
- 維基物種上的相關：大叶补血草